# Governació del Faium
La governació del Faium (àrab: محافظة الفيوم, muẖāfaẓat al-Fayyūm) és una governació o muhàfadha d'Egipte, de la qual la ciutat del Faium és la capital. L'any 2006, abans de la modificació territorial que hom va fer a Egipte, tenia una superfície de 1.827 km² i 2.512.792 habitants. Hi ha altres ciutats, com Senuris i Tomia, al nord, i Senaru i Auuksa, a la carretera del llac.
La governació inclou: 
- L'oasi del Faium, que conté granges, ciutats i el llac Moeris.
- El sud de l'oasi, amb una petita depressió on hi ha la vila d'al-Gharaq al-Sulţāni.
- Una depressió seca en barrera anomenada Wadi Elrayan, de 725 km², a l'oest d'al-Gharaq al-Sulţāni.
- Muntanyes seques i desert.
- La regió d'Etsa, amb diverses ciutats entre les quals hi ha Madi.